# Tchouvachie
La Tchouvachie ou république de Tchouvachie (en russe : Чува́шская Респу́блика, Tchouvachskaïa Respoublika ; en tchouvache : Чӑваш Республики) est une république de la fédération de Russie située au sein de la région économique de Volga-Viatka ou moyenne Volga et sur la rive gauche de ce fleuve. Sa capitale est Tcheboksary.

## Géographie

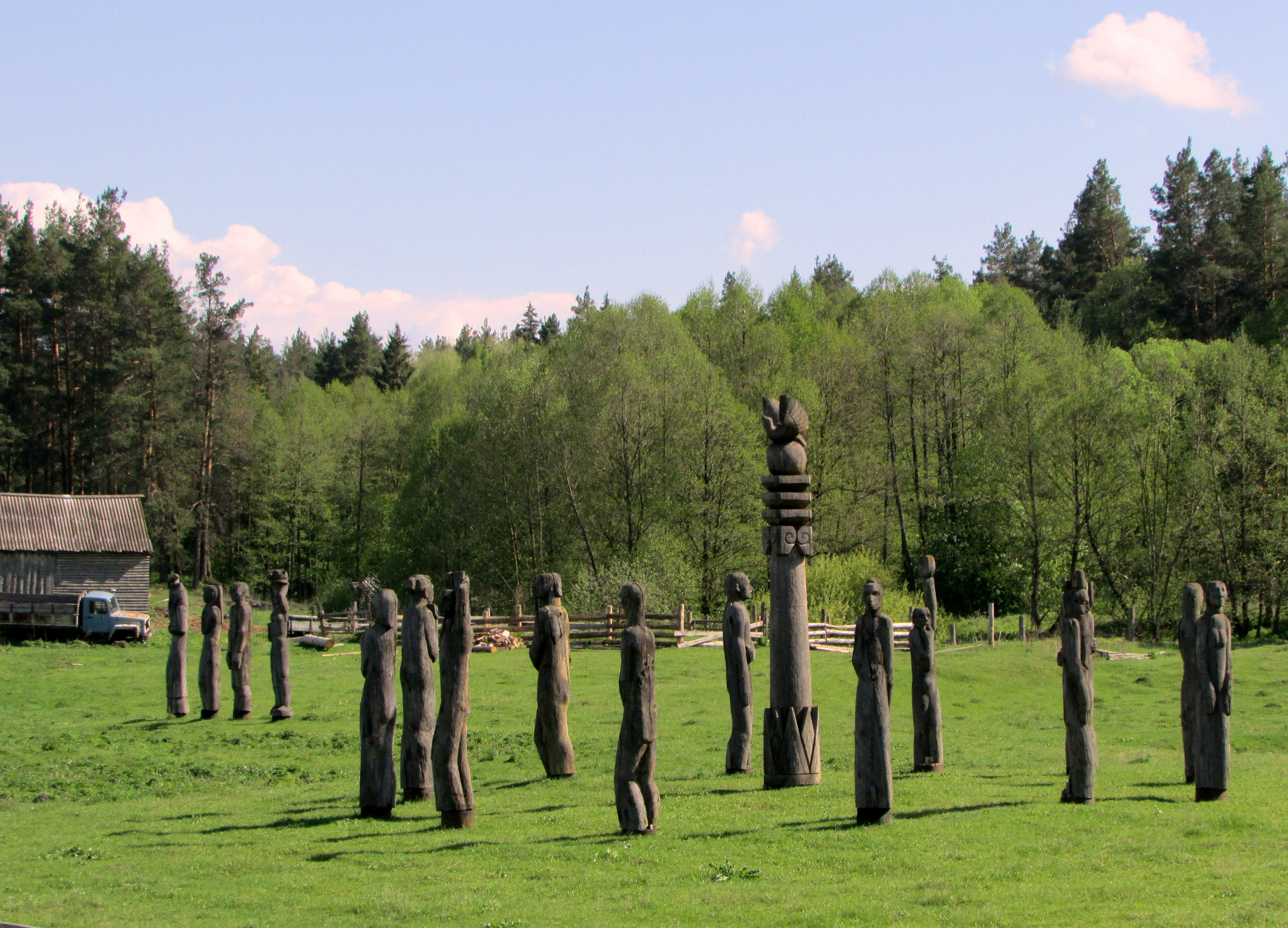
Parc national Tchavach Varmané

La République tchouvache est située à l'est de la plaine d'Europe orientale, principalement sur la rive droite de la Volga, entre ses affluents, la Soura et la Sviaga. Sa superficie est de 18 300 km². La région s'étend du nord au sud sur 200 km et d'est en ouest sur 125 km.
Le point le plus haut au-dessus du niveau de la mer est de 286,6 mètres.
La Tchouvachie se trouve dans une zone de climat modérément continental et fait partie des zones naturelles de la forêt-steppe et de la forêt. 

### Ressources naturelles
Les ressources naturelles de la Tchouvachie sont principalement les gypses, les sables, le tripoli (matière polissante à base de fin dépôt siliceux issu de la décomposition de diatomées et de radiolaires), l'argile, les dépôts de sapropèle (vase organique pouvant donner du pétrole), la phosphorite et la tourbe. 

## Histoire

Drapeau de la RSSA Tchouvache (1927-1931)

La Tchouvachie est créée le 24 juin 1920 avec le statut d'oblast autonome de l'Union soviétique. Le 21 avril 1925, elle devient une république socialiste soviétique autonome de la république socialiste fédérative soviétique de Russie.
La Constitution de Tchouvachie de 1937 et la Constitution de Tchouvachie de 1978 énoncent dans les premiers articles que "La République socialiste soviétique autonome tchouvache est un État socialiste de tout le peuple". Cependant, la Constitution de Tchouvachie de 2000, adoptée après la dissolution de l'URSS et au début de la présidence de Vladimir Poutine, stipule que "La Tchouvachie est une république faisant partie de la Fédération de Russie". Ce changement est dû à la politique de Poutine visant à contrôler les républiques ethniques pour éviter les conflits (comme ce fut le cas avec la république tchétchène) et les confrontations (comme ce fut le cas avec le Tatarstan et dans une moindre mesure avec le Bachkortostan).
Dans le cadre de la constitution de la fédération de Russie adoptée en 1993, la Tchouvachie est une république et l’un des 85 sujets de la fédération de Russie.

### Subdivisions administratives
La Tchouvachie est divisée administrativement en 21 raïons et 5 cités. 
La capitale de la république est Choubachkar. La deuxième plus grande ville est Nouveau Choubachkar située juste à côté de la capitale. Les autres établissements ont une population de moins de 100 000 habitants. Des localités telles que Kanach, Ulator, Chemerlé, Cherpu, Kugechtche et Vornar ont une population supérieure à 10 000 habitants.
Le raïon le plus peuplé est le raïon de Choubachkar (60 000 habitants). Les raïons les moins peuplés sont des Chomorche, Chemerlé et Poratchkav. Ainsi, la majorité de la population de la république vit dans la partie nord.

## Population, société et composition ethnique
| 2002      | 2010      | 2016      | 2022      |
| --------- | --------- | --------- | --------- |
| 1 346 300 | 1 278 352 | 1 236 628 | 1 311 856 |

La population est composée d'indigènes tchouvaches et de Russes venus d'Ukraine et de Biélorussie qui vivaient de la chasse aux animaux à fourrure et de la pêche. Elle s'est installée entre les rivières Soura et Sviaga, au milieu de forêts de conifères et de bouleaux recouvrant un immense territoire de vallées et de lacs.
Selon un recensement de 2010, les Tchouvaches constituent 67,7 % de la population de la république, les Russes, 26,9 %, les Tatars, 2,8 % et les Mordves, 1,1 %. Il existe d'autres groupes ethniques plus petits.
| Année | Fécondité | Fécondité urbaine | Fécondité rurale |
| ----- | --------- | ----------------- | ---------------- |
| 1990  | 2,12      | 1,77              | 2,98             |
| 1991  | 1,96      | 1,62              | 2,82             |
| 1992  | 1,72      | 1,40              | 2,53             |
| 1993  | 1,48      | 1,19              | 2,18             |
| 1994  | 1,48      | 1,20              | 2,15             |
| 1995  | 1,41      | 1,14              | 2,03             |
| 1996  | 1,37      | 1,12              | 1,95             |
| 1997  | 1,30      | 1,06              | 1,83             |
| 1998  | 1,34      | 1,09              | 1,90             |
| 1999  | 1,22      | 1,01              | 1,70             |
| 2000  | 1,25      | 1,06              | 1,67             |
| 2001  | 1,20      | 1,03              | 1,61             |
| 2002  | 1,30      | 1,14              | 1,71             |
| 2003  | 1,32      | 1,16              | 1,72             |
| 2004  | 1,38      | 1,22              | 1,81             |
| 2005  | 1,32      | 1,16              | 1,74             |
| 2006  | 1,34      | 1,19              | 1,68             |
| 2007  | 1,50      | 1,22              | 2,10             |
| 2008  | 1,51      | 1,35              | 1,86             |
| 2009  | 1,63      | 1,43              | 2,03             |
| 2010  | 1,65      | 1,42              | 2,14             |
| 2011  | 1,67      | 1,43              | 2,22             |
| 2012  | 1,83      | 1,54              | 2,58             |
| 2013  | 1,85      | 1,54              | 2,73             |
| 2014  | 1,88      | 1,54              | 2,89             |
| 2015  | 1,91      | 1,70              | 2,60             |
| 2016  | 1,87      | 1,66              | 2,59             |
| 2017  | 1,65      | 1,43              | 2,43             |
| 2018  | 1,59      | 1,37              | 2,46             |
| 2019  | 1,47      | 1,26              | 2,39             |

## Tchouvaches célèbres
Le troisième cosmonaute soviétique, Andrian Nikolaïev (1929-2004), est tchouvache.